# Aselefech Mergiaová
Aselefech Mergiaová (* 23. ledna 1985) je etiopská atletka, běžkyně, která se věnuje dlouhým tratím. Její specializací je zejména půlmaraton a maraton.
V roce 2008 získala stříbrnou medaili v půlmaratonu na silničním mistrovství světa v brazilském Rio de Janeiru. O rok později doběhla druhá na pařížském maratonu v osobním rekordu 2:25:02. V též roce vybojovala na mistrovství světa v Berlíně bronzovou medaili, když cílem proběhla v čase 2:25:32.